# Seznam zápasů české fotbalové reprezentace 2001
V roce 2001 odehrála česká fotbalová reprezentace celkem 12 mezistátních zápasů, z toho 7 kvalifikačních o MS 2002, 2 barážové o tentýž šampionát a 3 přátelské. Celková bilance byla 5 výher, 3 remízy a 4 prohra. Hlavním trenérem byl Jozef Chovanec.

## Přehled zápasů
| 28. února 2001 přátelský |       |          |                                              |
| Makedonie                | 1 – 1 | Česko    | Skopje diváci: 8 200 rozhodčí: Ivan Dobrinov |
| Christov 34'             |       | 42' Kuka | Skopje diváci: 8 200 rozhodčí: Ivan Dobrinov |

| 24. března 2001 kvalifikace MS 2002, skupina 3 |       |            |                                                                       |
| Severní Irsko                                  | 0 – 1 | Česko      | Windsor Park, Belfast diváci: 10 368 rozhodčí: Manuel Mejuto González |
|                                                |       | 11' Nedvěd | Windsor Park, Belfast diváci: 10 368 rozhodčí: Manuel Mejuto González |

| 28. března 2001 kvalifikace MS 2002, skupina 3 |       |        |                                                     |
| Česko                                          | 0 – 0 | Dánsko | Letná, Praha diváci: 16 354 rozhodčí: Graham Barber |
|                                                |       |        | Letná, Praha diváci: 16 354 rozhodčí: Graham Barber |

| 25. dubna 2001 přátelský |       |            |                                                    |
| Česko                    | 1 – 1 | Belgie     | Letná, Praha diváci: 4 887 rozhodčí: Darko Čeferin |
| Baroš 82'                |       | 11' Mpenza | Letná, Praha diváci: 4 887 rozhodčí: Darko Čeferin |

| 2. června 2001 kvalifikace MS 2002, skupina 3 |       |          |                                            |
| Dánsko                                        | 2 – 1 | Česko    | Kodaň diváci: 41 000 rozhodčí: Markus Merk |
| Sand 6' Tomasson 83'                          |       | 41' Týce | Kodaň diváci: 41 000 rozhodčí: Markus Merk |

| 6. června 2001 kvalifikace MS 2002, skupina 3 |       |               |                                                              |
| Česko                                         | 3 – 1 | Severní Irsko | Na Stínadlech, Teplice diváci: 14 850 rozhodčí: Leif Sundell |
| Kuka 40', 88' Baroš 90'                       |       | 45' Mulryne   | Na Stínadlech, Teplice diváci: 14 850 rozhodčí: Leif Sundell |

| 15. srpna 2001 přátelský                            |       |             |                                                  |
| Česko                                               | 5 – 0 | Jižní Korea | Drnovice diváci: 6 596 rozhodčí: Ladislav Gádoši |
| Nedvěd 30' Baranek 66', 86', 90' (pen.) Lokvenc 74' |       |             | Drnovice diváci: 6 596 rozhodčí: Ladislav Gádoši |

| 1. září 2001 kvalifikace MS 2002, skupina 3 |       |                 |                                                    |
| Island                                      | 3 – 1 | Česko           | Reykjavík diváci: 5 200 rozhodčí: Domenico Messina |
| Sverrisson 45', 78' Sigþórsson 66'          |       | 89' Jankulovski | Reykjavík diváci: 5 200 rozhodčí: Domenico Messina |

| 5. září 2001 kvalifikace MS 2002, skupina 3 |       |                               |                                                              |
| Česko                                       | 3 – 2 | Malta                         | Na Stínadlech, Teplice diváci: 9 218 rozhodčí: Mamed Mamedov |
| Jankulovski 20' Lokvenc 37' Baroš 68'       |       | 22' (pen.) Carabott 55' Agius | Na Stínadlech, Teplice diváci: 9 218 rozhodčí: Mamed Mamedov |

| 6. října 2001 kvalifikace MS 2002, skupina 3          |       |           |                                                      |
| Česko                                                 | 6 – 0 | Bulharsko | Letná, Praha diváci: 15 020 rozhodčí: Claude Colombo |
| Rosický 5', 70' Nedvěd 16', 76' Baroš 28' Lokvenc 67' |       |           | Letná, Praha diváci: 15 020 rozhodčí: Claude Colombo |

| 10. listopadu 2001 baráž o MS 2002 |       |       |                                           |
| Belgie                             | 1 – 0 | Česko | Brusel diváci: 42 000 rozhodčí: Urs Meier |
| Verheyen 29'                       |       |       | Brusel diváci: 42 000 rozhodčí: Urs Meier |

| 14. listopadu 2001 baráž o MS 2002 |       |                    |                                                    |
| Česko                              | 0 – 1 | Belgie             | Letná, Praha diváci: 18 996 rozhodčí: Anders Frisk |
|                                    |       | 86' (pen.) Wilmots | Letná, Praha diváci: 18 996 rozhodčí: Anders Frisk |